# Jenny Haniver

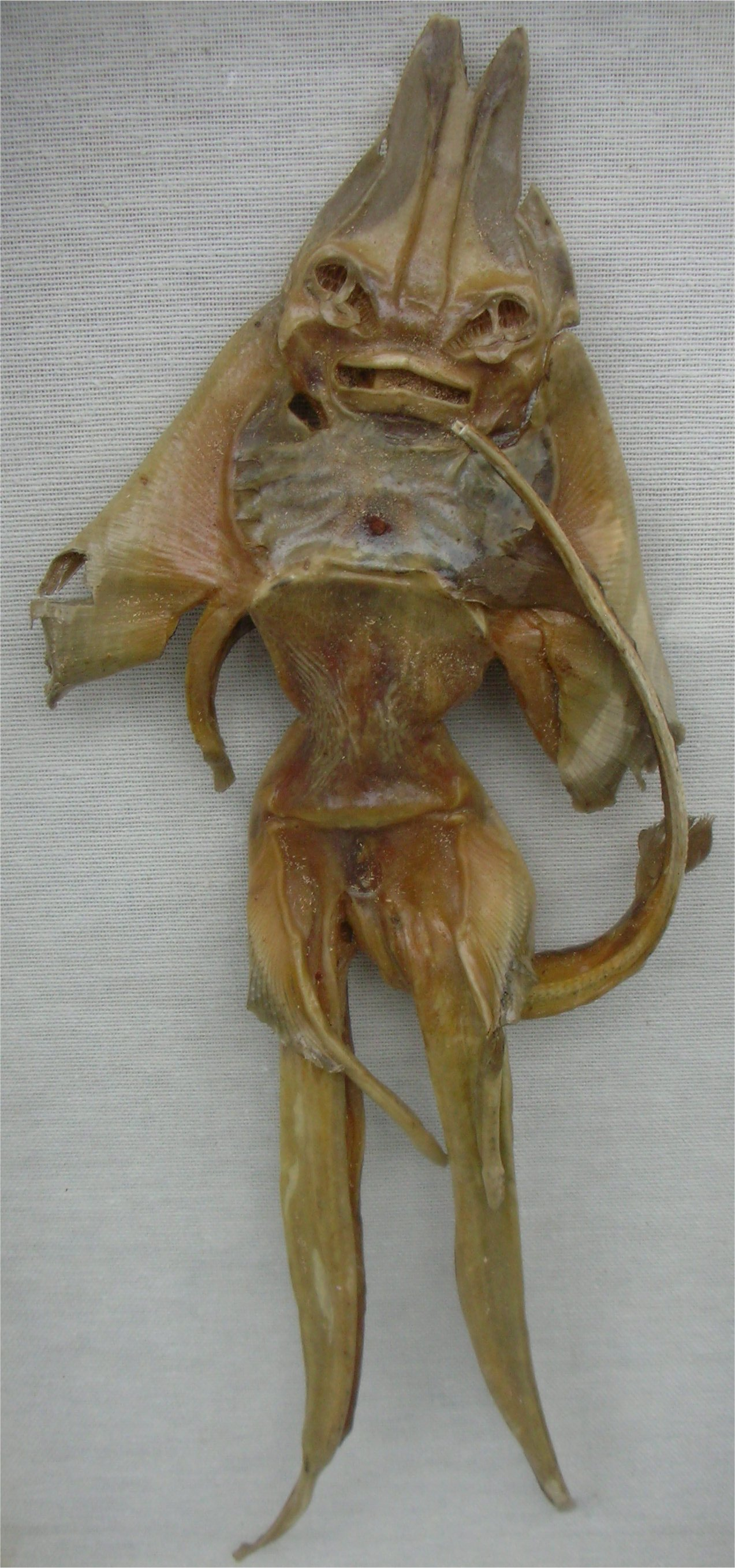
Esempio di Jenny Haniver

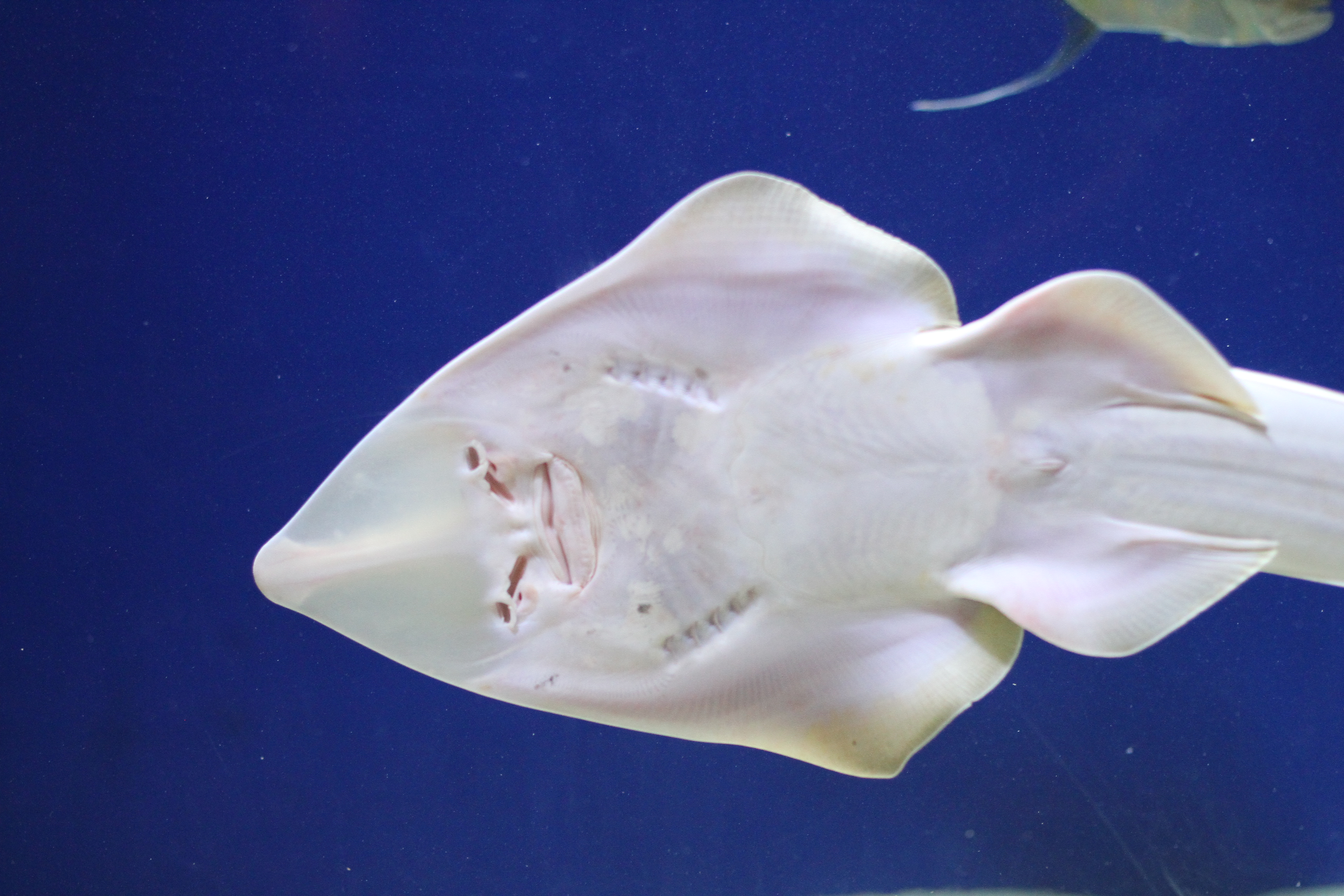
Ventre di un pesce chitarra

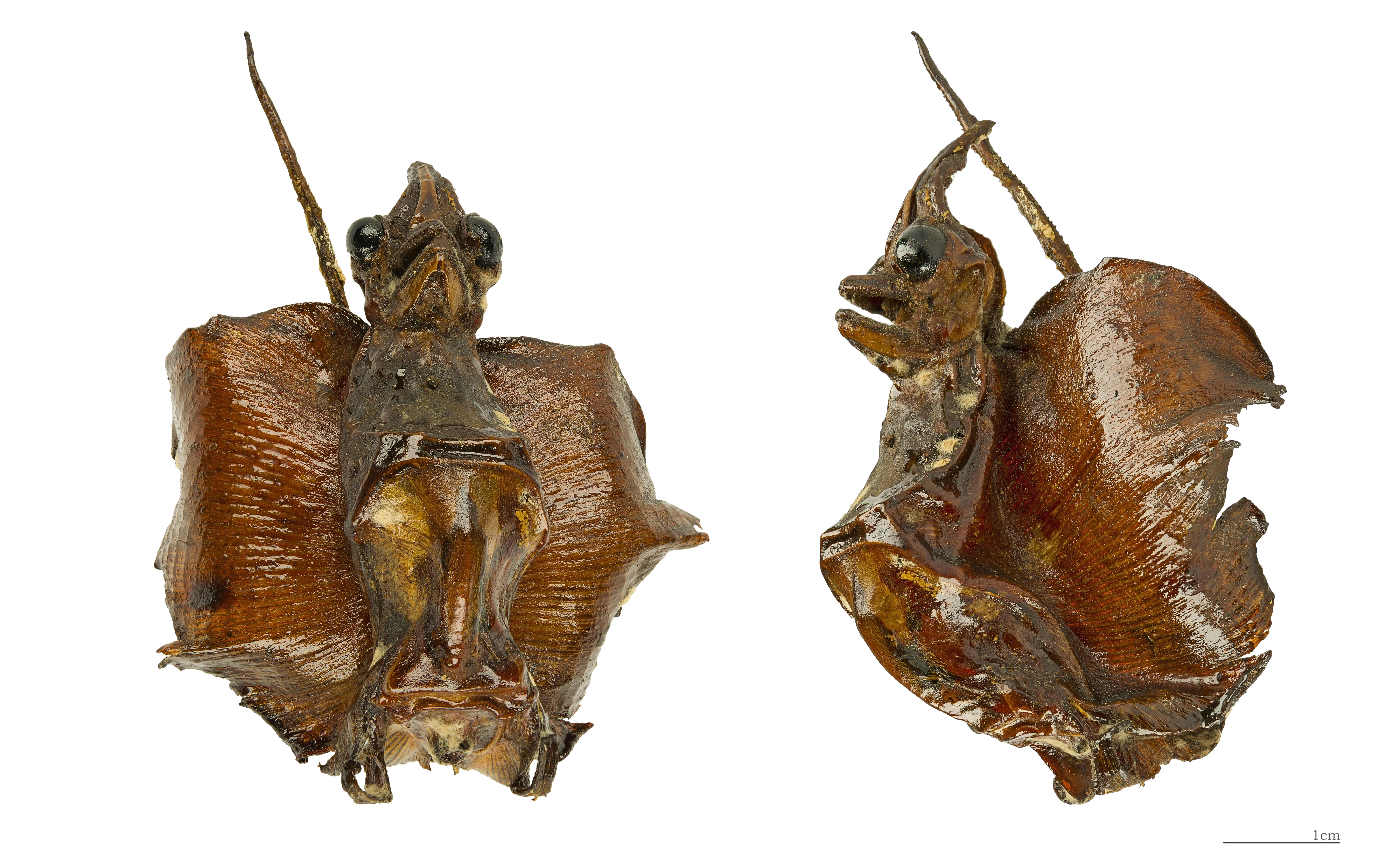
Altro Jenny Haniver vista di fronte e di lato

Un Jenny Haniver è un falso mostro realizzato usando la carcassa di un pesce chitarra (nome comune della famiglia di razze Rhinobatidae), o di una razza chiodata, a cui si applicano tagli, ripiegature e mutilazioni fino a conferirle le sembianze di una creatura vagamente umanoide, in genere simile a un demone o un angelo. Lo scopo è solitamente quello di ingannare il prossimo, per esempio rivendendo il corpo spacciandolo per cucciolo di drago, un basilisco, il cadavere di un extraterrestre o una qualche rarità criptozoologica. Ai Jenny Haniver si fa spesso riferimento come possibile spiegazione di alcune misteriose creature marine descritte in letteratura, come il pesce monaco spiaggiato in Danimarca nel 1546.

## Storia
L'origine e il significato del nome "Jenny Haniver" non sono noti con certezza. L'ipotesi più accreditata è che si tratti di una anglicizzazione del francese jeune d'Anvers ("ragazza di Anversa"); i primi a creare questi falsi, con l'intento di rivenderli come "cadaveri di sirena", potrebbero essere stati i pescatori britannici di Anversa. Altrimenti potrebbe prendere il nome dall'unione dei nomi inglesi sia di Genova sia di Anversa.
La pratica di deformare il corpo delle razze al fine di produrre questo genere di falsi è piuttosto antica; già nel 1558, nel saggio Historia Animalium (vol. IV), il naturalista Konrad Gesner descriveva i "Jenny Haniver" come un falso molto diffuso, spiegando come nei mercati di Zurigo fossero talvolta spacciati per basilischi. Numerosi Jenny Haniver furono realizzati in Belgio, in Francia e a quanto pare anche in Italia: ne sono stati infatti trovati molti a Milano, Venezia e Verona, realizzati soprattutto nel XVI secolo con pesci del Mediterraneo.
Curiosamente, i Jenny Haniver furono prodotti (e spacciati per creature misteriose) ancora in tempi recenti. Uno dei casi di pubblicità mediatica data a questo fenomeno è avvenuto nel 1971 a San Juan in Porto Rico, quando Alfredo Garcia Garamendi, professore di educazione fisica e appassionato di fenomeni paranormali, sostenne di aver catturato uno strano pesce che poteva uscire dal mare, respirare e porsi in stato eretto. A tale animale, di sembianze umane, Garamendi diede il nome di "Garadiabolo". Nel 1974 Garamendi pubblicò informazioni sulla sua presunta scoperta nel libro Los Garadiabolos.
L'ultimo Jenny Haniver salito alla ribalta dei media in Italia è quello segnalato nel luglio del 2006 dalla pubblicazione locale Meridianodieci (letto specialmente nell'Ovest Bresciano), quindi dal Giornale di Brescia, e inizialmente presentato dalla stampa come il cadavere di un extraterrestre: "Mummia rossa in un pollaio. Rossa come un marziano", questo il titolo in copertina. Il Jenny Haniver faceva parte in realtà di un deposito di materiali provenienti dalla ristrutturazione di un palazzo milanese.